# Évitons le scandale !
Pour plus de détails, voir Fiche technique et Distribution.
Évitons le scandale ! (titre original : Design for Scandal) est un film américain réalisé par Norman Taurog, sorti en 1941.

## Synopsis
Lorsque le riche éditeur de journaux Judson M. Blair divorce de sa femme Adele, la juge Cornelia C. Porter accorde à Adele une pension alimentaire de 4 000 dollars par mois pendant cinq ans ou jusqu'à ce qu'elle se remarie. Après avoir appris par son avocat, Northcott, que Porter refuse d'entendre en appel, Blair, furieux, tente d'user de son influence auprès de son patron, le juge Graham, pour la faire transférer en vain.
Le journaliste Jeff Sherman, récemment licencié par Blair, propose une solution en échange d'une promotion, d'une augmentation, d'un bonus et d'un compte de dépenses illimité. Après avoir essayé de négocier, Blair cède à toutes ses exigences. Sherman obtient de Dotty, sa petite amie manucure, qu'elle fasse semblant d'accepter de l'épouser dans quelques mois. Il entreprend ensuite de séduire la juge, dans l'intention de la menacer d'un scandale d'aliénation d'affection pour la forcer à réduire la charge de la pension alimentaire de Blair.
Lorsque Porter prend des vacances de deux mois, Sherman le suit. Ayant fait des recherches sur ses centres d'intérêt, Sherman se fait passer pour un sculpteur. Afin d'obtenir un studio d'artiste dans la station balnéaire où réside Porter, Sherman persuade le vrai sculpteur Alexander Raoul (Leon Belasco) que Blair lui a offert une commande pour décorer son bâtiment. Sherman commence alors à travailler sur Porter. Elle lui fait comprendre très clairement qu'elle le considère comme une nuisance, mais après de nombreux efforts, il parvient à gagner son amour. Cependant, à son grand désarroi, il découvre qu'il est lui aussi tombé amoureux d'elle.
Lorsque Porter rencontre Raoul au "studio" de Sherman, elle apprend le stratagème avant que Sherman ne puisse avouer, et fait arrêter Blair et Sherman. Lors de leur procès, Sherman agit comme son propre avocat et appelle Porter à la barre des témoins, où il lui demande de l'épouser. Lors de l'interrogatoire (et sous serment), elle est forcée d'admettre qu'elle l'a aimé à un moment donné. Porter s'enfuit en larmes. Lorsque Sherman la poursuit, il est renversé. Croyant qu'il a été blessé, Porter se précipite vers lui et ils se réconcilient. Pendant ce temps, Blair est furieux lorsqu'il découvre qu'après avoir obtenu de son ex-femme qu'elle accepte une somme forfaitaire, celle-ci s'est rapidement mariée avec un autre riche magnat.

## Fiche technique
- Titre original : Design for Scandal
- Réalisation : Norman Taurog
- Scénario : Lionel Houser
- Direction artistique : Cedric Gibbons
- Musique : Franz Waxman
- Montage : Elmo Veron
- Production : John W. Considine Jr.
- Pays d'origine : États-Unis
- Genre : comédie romantique
- Format : Noir et blanc - 1,37:1 - Mono
- Date de sortie : 1941

## Distribution

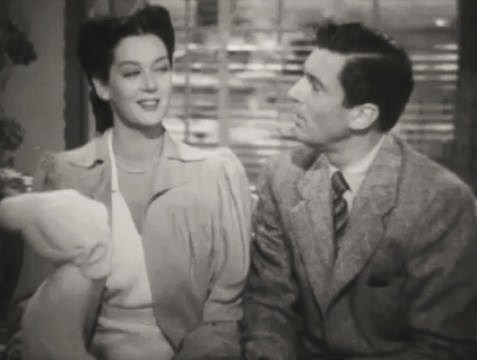
Rosalind Russell et Walter Pidgeon.

- Rosalind Russell : Juge Cornelia C. Porter
- Walter Pidgeon : Jeff Sherman
- Edward Arnold : Judson M. 'J.M.'
- Lee Bowman : Walter Caldwell
- Jean Rogers : Dotty
- Mary Beth Hughes : Adele Blair
- Guy Kibbee : Juge Graham
- Barbara Jo Allen : Jane
- Thurston Hall : Northcott
- Leon Belasco : Alexander Raoul
- Charles Coleman : Wilton

Parmi les acteurs non crédités
- Oliver Blake : Agent immobilier
- George Chandler : Chauffeur de taxi
- Lester Dorr : Greffier du tribunal
- Marjorie Kane : Opératrice téléphonique
- George Magrill : Mineur
- Lee Phelps : Inspecteur
- Anne Revere : Nettie
- Addison Richards : Avocat
- Syd Saylor : Chauffeur de taxi
- Charles Trowbridge : Aide de Northcott
- Morgan Wallace : Homme dont la tête est peinte